# 磯野清治
磯野 清治（いその せいじ、1913年〈大正2年〉3月17日 - 1987年〈昭和62年〉8月12日）は、福島県常磐市（現・いわき市）長（2期）。

## 来歴
栃木県那須郡馬頭町（現・那珂川町）出身。高等小学校卒業後、常磐炭鉱に入るが、1年で退社。裁判所職員を経て、朝鮮総督府警察学校に入り、刑務官となる。1946年（昭和21年）に帰国、常磐炭鉱に再就職、同所の労働組合に入り、組合長となる。

### 1957年常磐市長選挙
1957年（昭和32年）の常磐市長選挙に日本社会党公認で立候補し、現職の矢吹荘司を破って初当選する。
※当日有権者数：22,455人 最終投票率：92.7%（前回比：-pts）
| 候補者名 | 年齢 | 所属党派   | 新旧別 | 得票数  | 得票率 | 推薦・支持 |
| -------- | ---- | ---------- | ------ | ------- | ------ | ---------- |
| 磯野清治 | 44   | 日本社会党 | 新     | 7,399票 | 35.7%  | -          |
| 矢吹荘司 | 73   | -          | 現     | 5,881票 | 28.4%  | -          |
| 松本久吉 | -    | -          | -      | 5,834票 | 28.2%  | -          |
| 日野利春 | -    | -          | -      | 1,588票 | 7.7%   | -          |

### 1961年常磐市長選挙
前回破った新人ほか2人との争いとなったが、これを破って再選を果たした。
※当日有権者数：-人 最終投票率：-%（前回比：-pts）
| 候補者名 | 年齢 | 所属党派 | 新旧別 | 得票数   | 得票率 | 推薦・支持 |
| -------- | ---- | -------- | ------ | -------- | ------ | ---------- |
| 磯野清治 | 48   | -        | 現     | 14,616票 | 65.3%  | -          |
| 松本久吉 | -    | -        | -      | 7,319票  | 32.7%  | -          |
| 大村哲也 | -    | -        | -      | 237票    | 1.1%   | -          |
| 大西亀吉 | -    | -        | -      | 227票    | 1.0%   | -          |

### 1965年常磐市長選挙
共産党の新人との争いとなったが、これを破って3選を果たした。
※当日有権者数：-人 最終投票率：-%（前回比：-pts）
| 候補者名 | 年齢 | 所属党派   | 新旧別 | 得票数   | 得票率 | 推薦・支持 |
| -------- | ---- | ---------- | ------ | -------- | ------ | ---------- |
| 磯野清治 | 52   | 無所属     | 前     | 12,982票 | 87.3%  | -          |
| 渡辺藤一 | -    | 日本共産党 | 新     | 1,891票  | 12.7%  | -          |

いわき市と合併するまで市長を務めた。合併後はいわき市参与となった。
このほか常磐市社会福祉協議会会長、日赤常磐地区長、常磐地区労議長、日本社会党県支部会計監査地労委員、県労働金庫理事、全国市長会評議員などを務めた。